# Schultesia subcrenata
Schultesia subcrenata är en gentianaväxtart som beskrevs av Johann Friedrich Klotzsch och August Heinrich Rudolf Grisebach. Schultesia subcrenata ingår i släktet Schultesia och familjen gentianaväxter. Inga underarter finns listade i Catalogue of Life.